# شريف الفار
شريف الفار (بالإنجليزية: Sharif El-Far)‏ (5 يناير 1929 - 8 يناير 1981) لاعب كرة قدم مصري. شارك في بطولة الرجال في الألعاب الأولمبية الصيفية لعام 1952.

## حياته
ولد شريف الفار في 5 يناير 1929، وهو الشقيق الأصغر للأخوين حسن الفار وحسين الفار. لعب طوال مسيرته في نادي الزمالك منذ عام 1948 حتى عام 1961، وفاز بالعديد من الألقاب مع القلعة البيضاء. كان أحد أفضل اللاعبين في مصر في خمسينيات القرن الماضى، وكان يلقب بـ "بوشكاش الكرة المصرية". وسجل لناديه ستة أهداف في ديربي القاهرة.

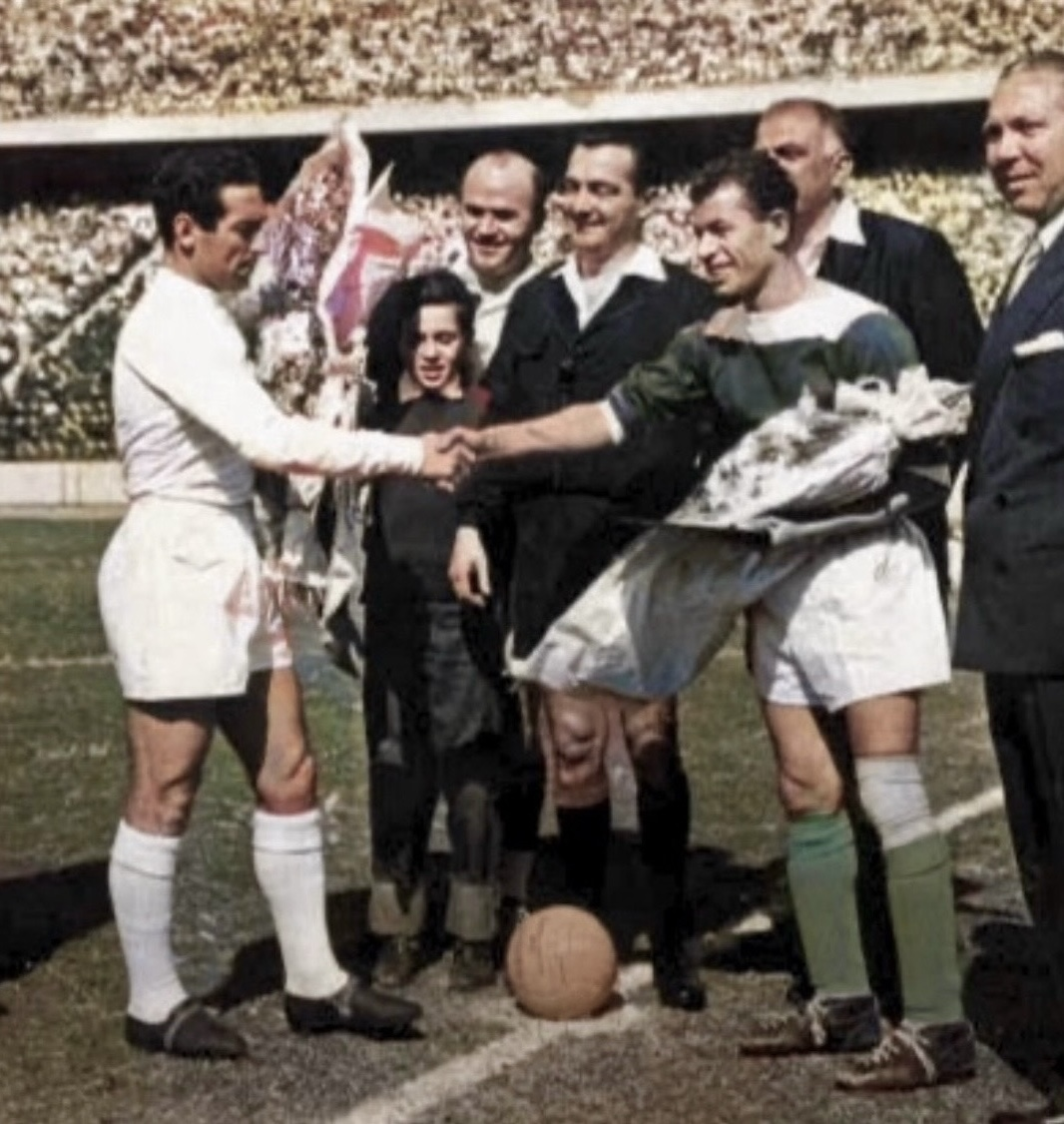
شريف الفار قائد فريق الزمالك يصافح باكو خينتو قائد فريق ريال مدريد قبل المباراة الودية بين فريقيهما بمناسبة الاحتفال باليوبيل الذهبي لتأسيس نادي الزمالك في ستاد القاهرة، 10 مارس 1961

فاز شريف الفار مع الزمالك بلقب كأس مصر ست مرات في أعوام (1952، 1955، 1957، 1958، 1959، 1960). فاز أيضاً مع الزمالك بأربعة ألقاب في دوري منطقة القاهرة في أعوام (1948-49، 1950-51، 1951-52، 1952-53)، ولقب الدوري المصري الممتاز مرة واحدة في عام (1959-60). وسجل 64 هدفًا في جميع المسابقات. لعب شريف الفار لصالح منتخب مصر لمدة إحدي عشر عامًا، إلى جانب مشاركته في دورة الألعاب الأولمبية عام 1952 في هلسنكي، شارك أيضاً لصالح بلاده في دورة الألعاب العربية عام 1953 في الإسكندرية، حيث فازت مصر بالميدالية الذهبية. فاز بلقب كأس الأمم الأفريقية مرتين مع مصر عامي 1957 و1959. اعتزل كرة القدم في عام 1961. توفي في 8 يناير 1981.

## ألقاب
نادي الزمالك
- دوري منطقة القاهرة: 1948–49، 1950–51، 1951–52، 1952–53
- كأس مصر: 1951–52, 1954–55, 1956–57, 1957–58، 1958–59، 1959–60
- الدوري المصري الممتاز: 1959–60

منتخب مصر
- دورة الألعاب العربية: 1953
- كأس الأمم الأفريقية: 1957, 1959